# Lee Friedlander
Lee Friedlander, född 14 juli 1934 i Aberdeen, Washington, är en amerikansk dokumentärfotograf som framförallt känns igen från 1970- och 80-talet med gatubilder från New York och en hel del jazzfoto.
Lee Friedlander tilldelades Hasselbladpriset 2005.